# Åke Pettersson (journalist)
Karl Åke Pettersson, född 12 september 1947 i Lund, död 31 mars 2025, var en svensk journalist som arbetade på Sveriges Radio i Malmö. 
Åke Pettersson var mellan februari 2007 och januari 2013 programledare för programmet  Publicerat i Sveriges Radio P1. Tidigare var han producent och programledare för det granskande medieprogrammet Vår grundade mening i samma kanal mellan 1981 och januari 2007.

## Priser
- 1993: Stora journalistpriset
- 2001: Stiftelsen Staten och Rättens journalistpris på 30 000 kronor för år 2000[6]
- 2000: Torgny Segerstedts frihetspenna
- 2006: Ollénpriset[5]